# Efecto de sonido
Un efecto de sonido o efecto de audio es un sonido generado o modificado artificialmente, o un proceso de sonido, empleado con finalidades artísticas o de contenido en el cine, la televisión, las grabaciones musicales, los videojuegos, los dibujos animados, las representaciones en directo de teatro o musicales y otros medios. En el cine y las producciones televisivas, los efectos de sonido se graban y reproducen para dar un contenido narrativo o creativo sin el uso de diálogo o música. El término se aplica frecuentemente a un proceso aplicado a una grabación, no a la grabación en sí misma. En la producción cinematográfica y televisiva profesional, el diálogo, la música y los efectos de sonido se tratan como elementos separados. Ni los diálogos ni la música se incluyen entre los efectos de sonido, aunque se les apliquen procesos, como reverberación o flanging, que se podrían considerar efectos.

## Efectos de sonido en el cine
Casi todos los sonidos que escuchamos en una producción cinematográfica pertenecen a la postproducción, es decir, no pertenecen a la acción real. A esto se le llama sonido foley o efectos de sala. El creador de los efectos sonoros en el cine fue Jack Foley, de ahí el nombre que se le atribuyen a estos, que se sincronizan de acuerdo a la imagen. Quienes graban estos sonidos son los Foley Artists.
Dichos efectos de sonido se pueden dividir en tres secciones:
- Ruido diegético: pertenece a la acción, suena tal y como es. Viento, aire, fuego...
- Ruido no diegético: para crear una situación anímica sin que el objeto productor se vea. Reloj, pasos...
- Ruido descriptivo: es inventado para reproducir sonidos irreales

## Efectos de sonido en los videojuegos
Para hablar del sonido en videojuegos es necesario hacerlo del diseño de sonido. No cabe solo referirse a la música, sino a todos los ruidos que podemos escuchar: saltos, pasos, puertas, además de diálogos, banda sonora y sonido ambiente. En resumen, cualquier sonido que podamos escuchar proveniente de nuestro videojuego.
Se pueden distribuir en relación con su uso:
- Contextualizar una acción: asignar a un suceso un sonido concreto
- Definir un espacio: uso del sonido como elemento que define un espacio concreto
- Enmarcar un suceso: para crear atención e interés sobre algo
- Crear una atmósfera: con la finalidad de dar una sensación y querer transmitir emociones concretas en distintos momentos del videojuego